# Sybistroma flavus
Sybistroma flavus är en tvåvingeart som först beskrevs av Yang 1996.  Sybistroma flavus ingår i släktet Sybistroma och familjen styltflugor.
Artens utbredningsområde är Henan (Kina). Inga underarter finns listade i Catalogue of Life.